# マンダルーン
マンダルーン（Mandaloun、2018年3月18日 - ）は、アメリカ合衆国の競走馬。主な勝ち鞍は2021年のケンタッキーダービー、ハスケルステークス。

## 戦績

### 2歳（2020年）
10月24日キーンランド競馬場の未勝利戦（ダート6f）でデビュー勝ちを収めると、続く11月28日チャーチルダウンズ競馬場の一般戦（ダート7f）も勝利して2歳シーズンを終える。

### 3歳（2021年）
1月16日のルコントステークス（G3）で始動、道中3番手追走から直線で懸命に追い上げるも3着に終わる。続くリズンスターステークス（G2）では好位追走から4コーナーで仕掛け、直線半ばで先頭に立つとプロクシーの追撃を1馬身1/4差で退け重賞初制覇を飾る。3月のルイジアナダービー（G2）では3番手追走も直線で失速し6着と敗退。5月1日のケンタッキーダービーでは8番人気と評価を落としていたが、好位追走から最後の直線で逃げるメディーナスピリットに食らいつくも半馬身差の2着となった。しかし、メディーナスピリットから禁止薬物が検出され、彼の死後競走結果が「失格」となり、翌2022年にマンダルーンが繰り上がりでケンタッキーダービー馬となった。
6月13日のペガサスステークスでは出遅れて最後方からレースを進め、3コーナーでまくり気味に進出して先頭に立つとウェイバーンにクビ差退け4勝目をマークする。7月17日のハスケル招待ステークスでは道中3・4番手追走から直線で馬群を割って進出しホットロッドチャーリーとの叩き合いとなるもハナ差で2着入線。しかし、1位入線のホットロッドチャーリーがマンダルーンとの叩き合いに持ち込もうとした際、両馬の間に位置していたミッドナイトバーボンの進路を妨害し落馬させたことにより失格。1着に繰り上がって、G1競走初制覇（当時）を果たした。

### 4歳（2022年）
2月21日、ケンタッキーダービーにおけるメディーナスピリットの失格に伴うマンダルーンの繰り上がり優勝が決定。これにより、生産者ジャドモントファーム、ブラッド・コックス調教師、フロラン・ジェルー騎手にはケンタッキーダービーの初優勝がもたらされたが、コックス師は「正直に言って、何の感慨もない」とし、また「10か月近く前のこと（KYダービー）よりも土曜日（サウジC）に集中している」と語った。2月26日、ミッドナイトバーボンとともにアメリカ調教馬として、第3回サウジカップに出走。レースではシークレットアンビションが逃げる中ミシュリフと並び先団を形成したが、ミシュリフが失速するのに続いてマンダルーンも最終コーナーを越えたところで手応えを失い、地元馬エンブレムロードの9着に敗れた。
帰国後、スティーヴンフォスターハンデキャップとサンディエゴハンデキャップに出走したが、共に4着に敗れた。
9月13日、現役を引退しジュドモントファームで種牡馬入りすることが発表された。

## 競走成績
以下の内容は、Racing Post、Equibase、JRA-VAN Ver. World、サカブジョッキークラブの情報に基づく。
| 競走日     | 競馬場                   | 競走名                  | 格 | 馬場・距離 （馬場状態） | 頭数 | 枠番 | 馬番 | 着順 | タイム  | 着差      | 騎手       | 斤量 | 1着馬（2着馬）       |
| ---------- | ------------------------ | ----------------------- | -- | ----------------------- | ---- | ---- | ---- | ---- | ------- | --------- | ---------- | ---- | -------------------- |
| 2020.10.24 | キーンランド             | 未勝利戦                |    | ダ1200m（稍重）         | 11   | 7    | 7    | 1着  | 1:11.76 | 1⁄2馬身   | F.ジェルー | 8-7  | （Bob's Edge）       |
| 0000.11.28 | チャーチルダウンズ       | 条件戦                  |    | ダ1400m（良）           | 10   | 9    | 10   | 1着  | 1:23.15 | 1+1⁄4馬身 | F.ジェルー | 8-10 | （Twilight Blue）    |
| 2021.01.16 | フェアグラウンズ         | ルコントS               | G3 | ダ1700m（良）           | 8    | 1    | 1    | 3着  | -       | 1+1⁄4馬身 | F.ジェルー | 8-10 | Midnight Bourbon     |
| 0000.02.13 | フェアグラウンズ         | リズンスターS           | G2 | ダ1800m（良）           | 11   | 10   | 11   | 1着  | 1:50.39 | 1+1⁄4馬身 | F.ジェルー | 8-10 | （Proxy）            |
| 0000.03.20 | フェアグラウンズ         | ルイジアナダービー      | G2 | ダ1900m（良）           | 8    | 7    | 7    | 6着  | 1:55.06 | 12馬身    | F.ジェルー | 8-10 | Hot Rod Charlie      |
| 0000.05.01 | チャーチルダウンズ       | ケンタッキーダービー    | G1 | ダ2000m（良）           | 19   | 7    | 7    | 1着  | -       | 繰上      | F.ジェルー | 9-0  | （Hot Rod Charlie）  |
| 0000.06.13 | モンマスパーク           | ペガサスS               | L  | ダ1700m（良）           | 5    | 2    | 2    | 1着  | 1:44.63 | クビ      | F.ジェルー | 8-10 | （Weyburn）          |
| 0000.07.17 | モンマスパーク           | ハスケルS               | G1 | ダ1800m（良）           | 7    | 3    | 3    | 1着  | -       | 繰上      | F.ジェルー | 8-7  | （Following Sea）    |
| 2022.01.22 | フェアグラウンズ         | ルイジアナS             | G3 | ダ1700m（良）           | 6    | 1    | 2    | 1着  | 1:42.52 | 3⁄4馬身   | F.ジェルー | 8-6  | （Midnight Bourbon） |
| 0000.02.26 | キングアブドゥルアジーズ | サウジC                 | G1 | ダ1800m（良）           | 14   | 6    | 7    | 9着  | 1:53.82 | 19馬身    | F.ジェルー | 9-0  | Emblem Road          |
| 0000.07.02 | チャーチルダウンズ       | スティーブンフォスターS | G2 | ダ1800m（良）           | 7    | 6    | 6    | 4着  |         | 9馬身     | F.ジェルー | 8-9  | Royal Ship           |
| 0000.07.30 | デルマー                 | サンディエゴH           | G2 | ダ1700m（良）           | 9    | 3    | 3    | 4着  |         | 7+1⁄4馬身 | F.ジェルー | 8-9  | Olympiad             |

## 血統表
| マンダルーンの血統         | マンダルーンの血統                  | マンダルーンの血統                  | （血統表の出典）                    | （血統表の出典） |
| 父系                       | ストームキャット系                  | ストームキャット系                  | ストームキャット系                  | [ § 2 ]          |
| 父 Into Mischief 2005 鹿毛 | 父の父Harlan's Holiday 1999 鹿毛    | Harlan                              | Storm Cat                           | Storm Cat        |
| 父 Into Mischief 2005 鹿毛 | 父の父Harlan's Holiday 1999 鹿毛    | Harlan                              | Country Romance                     |                  |
| 父 Into Mischief 2005 鹿毛 | 父の父Harlan's Holiday 1999 鹿毛    | Christmas in Aiken                  | Affirmed                            | Affirmed         |
| 父 Into Mischief 2005 鹿毛 | 父の父Harlan's Holiday 1999 鹿毛    | Christmas in Aiken                  | Dowager                             |                  |
| 父 Into Mischief 2005 鹿毛 | 父の母Leslie's Lady 1996 鹿毛       | Tricky Creek                        | Clever Trick                        | Clever Trick     |
| 父 Into Mischief 2005 鹿毛 | 父の母Leslie's Lady 1996 鹿毛       | Tricky Creek                        | Battle Creek Girl                   |                  |
| 父 Into Mischief 2005 鹿毛 | 父の母Leslie's Lady 1996 鹿毛       | Crystal Lady                        | Stop The Music                      | Stop The Music   |
| 父 Into Mischief 2005 鹿毛 | 父の母Leslie's Lady 1996 鹿毛       | Crystal Lady                        | One Last Bird                       |                  |
| 母 Brooch 2011 鹿毛        | 母の父Empire Maker 2000 鹿毛        | Unbridled                           | Fappiano                            | Fappiano         |
| 母 Brooch 2011 鹿毛        | 母の父Empire Maker 2000 鹿毛        | Unbridled                           | Gana Facil                          |                  |
| 母 Brooch 2011 鹿毛        | 母の父Empire Maker 2000 鹿毛        | Toussaud                            | El Gran Senor                       | El Gran Senor    |
| 母 Brooch 2011 鹿毛        | 母の父Empire Maker 2000 鹿毛        | Toussaud                            | Image of Reality                    |                  |
| 母 Brooch 2011 鹿毛        | 母の母Daring Diva 2003 鹿毛         | Dansili                             | Danehill                            | Danehill         |
| 母 Brooch 2011 鹿毛        | 母の母Daring Diva 2003 鹿毛         | Dansili                             | Hasili                              |                  |
| 母 Brooch 2011 鹿毛        | 母の母Daring Diva 2003 鹿毛         | Aspiring Diva                       | Distant View                        | Distant View     |
| 母 Brooch 2011 鹿毛        | 母の母Daring Diva 2003 鹿毛         | Aspiring Diva                       | Queen of Song                       |                  |
| 母系(F-No.)                | (FN:5-j)                            | (FN:5-j)                            | (FN:5-j)                            | [ § 3 ]          |
| 5代内の近親交配            | His Majesty 5×5、Mr. Prospector 5×5 | His Majesty 5×5、Mr. Prospector 5×5 | His Majesty 5×5、Mr. Prospector 5×5 | [ § 4 ]          |
| 出典                       | 1. 2. 3. 4.                         | 1. 2. 3. 4.                         | 1. 2. 3. 4.                         | 1. 2. 3. 4.      |